# Les Rencontres d'après minuit
Les Rencontres d'après minuit (no Brasil, Os Encontros da Meia-Noite) é um filme de drama erótico francês de 2013 dirigido e escrito por Yann Gonzalez e Rebecca Zlotowski. Lançado em seu país de origem em 13 de novembro de 2013, foi protagonizado por Kate Moran, Niels Schneider, Nicolas Maury e Éric Cantona.

## Elenco
- Kate Moran - Ali
- Niels Schneider - Matthias
- Nicolas Maury - Udo
- Éric Cantona[2]
- Fabienne Babe
- Alain Fabien Delon
- Julie Brémond
- Béatrice Dalle
- Jean-Christophe Bouvet
- Pierre-Vincent Chapus
- Dominique Bettenfeld - Policial